# Adam DeVine
Adam Patrick DeVine (Waterloo, Iowa; 7 de noviembre de 1983) es un actor estadounidense conocido por interpretar papeles como Adam DeMamp en la serie Workaholics y Mike Stangle en Mike and Dave Need Wedding Dates.

## Biografía

### Infancia
Nació en Waterloo, Iowa, hijo de Penny DeVine y Dennis DeVine. Se graduó en la Millard South High School en Omaha, Nebraska, en 2002. En junio de 1995, cuando tenía 11 años de edad, fue embestido por un camión de 42 toneladas de hormigón mientras iba en su bicicleta en la calle, dando lugar a múltiples fracturas en ambas piernas que requirieron múltiples cirugías durante tres años e hicieron que tardara dos años en aprender a caminar de nuevo.
Más tarde asistió al Orange Coast College, junto con su amigo y compañero de reparto Blake Anderson. Luego, se trasladó a Los Ángeles, donde comenzó a trabajar como comediante y actor.

### Carrera
En 2006, Adam y sus amigos Blake Anderson, Anders Holm y Kyle Newacheck formaron un grupo de comedia. A pesar de que recorrieron varios eventos, el grupo encontró un mayor éxito en sitios web como MySpace y YouTube. Debido a la popularidad de Adam DeVine es contratado por Comedy Central para ser parte del elenco de la serie Workaholics (en español, Los adictos al trabajo), que empezó a emitirse el 6 de abril de 2011.
Adam DeVine tuvo pequeños papeles en Mama's Boy (2007), y un papel recurrente en la serie de televisión Samantha ¿qué?. También apareció en un episodio de la serie de la Fox Traffic Light (2011). En la temporada 4 de la serie Community (2013) tuvo un pequeño papel como William Winger, Jr., el medio hermano de Jeff. En el primer episodio de la cuarta temporada de Arrested Development, interpretó a un asistente de boletos del aeropuerto.
DeVine ha aparecido en los tráiler del videojuego SimCity como el alcalde. DeVine es quien interpreta la voz para el personaje de Steve Pizza en la serie animada Uncle Grandpa de Cartoon Network, que se estrenó el 2 de septiembre de 2013. Protagoniza su propia serie en Comedy Central,  Adam DeVine House Party, que se estrenó en octubre de 2013. También aparece en un papel recurrente en las temporadas 5, 6 y 7 de la serie de comedia de ABC Modern Family como Andy, la niñera de la familia Pritchett. En 2016, protagonizó junto a Zac Efron en la película de comedia Mike and Dave Need Wedding Dates.
También ha actuado en las temporadas 1 y 2 de Pitch Perfect.
Finalmente en 2019, interpretó la voz de Sam Yo-Soy en Huevos Verdes con Jamon de Warner Bros. Animation en cooperación con Netflix Estrenada el 8 de noviembre de 2019.
En 2021 protagonizó una serie basada en la comedia musical Pitch Perfect.

### Vida personal
Después de conocerse en el set de The Final Girls en 2014, Devine empezó a salir con Chloe Bridges en febrero de 2015. El 24 de octubre de 2019, Devine reveló a través de Instagram que él y Bridges estaban comprometidos. Se casaron el 9 de octubre de 2021.
El 2 de octubre de 2023, anunciaron que iban a ser padres. Su hijo, Beau Devine, nació el 16 de febrero de 2024.

## Filmografía

### Cine
| Película                                                | Año  | Personaje                |
| ------------------------------------------------------- | ---- | ------------------------ |
| Mama's Boy                                              | 2007 | Alhorn                   |
| Ratko: The Dictator's Son                               | 2009 | Chris                    |
| National Lampoon's 301: The Legend of Awesomest Maximus | 2011 | Ephor 1                  |
| Pitch Perfect                                           | 2012 | Bumper Allen             |
| Neighbors                                               | 2014 | Chico de cerveza-pong #1 |
| The Final Girls                                         | 2015 | Kurt                     |
| Pitch Perfect 2                                         | 2015 | Bumper Allen             |
| The Intern                                              | 2015 | Jason                    |
| Mike and Dave Need Wedding Dates                        | 2016 | Mike Stangle             |
| Ice Age: Collision Course                               | 2016 | Julian (voz)             |
| Why Him?                                                | 2016 | Tyson Modell             |
| When We First Met                                       | 2018 | Noah Ashby               |
| Game Over, Man!                                         | 2018 | Alexxx Kingle            |
| ¿No es romántico?                                       | 2019 | Josh                     |
| Jexi                                                    | 2019 | Phill                    |
| Magic Camp                                              | 2020 | Andy                     |
| Unos suegros de armas tomar                             | 2023 | Owen Browning            |

### Televisión
| Año           | Película                                      | Personaje                               |
| ------------- | --------------------------------------------- | --------------------------------------- |
| 2006–08       | Crossbows & Mustaches                         | Steve Wolf / Steve Jobs                 |
| 2007          | Nick Cannon Presents: Short Circuitz          | Adolescente                             |
| 2007          | The Minor Accomplishments of Jackie Woodman   | Toby                                    |
| 2008          | Special Delivery                              | Él mismo                                |
| 2008          | 420 Special: Attack of the Show! from Jamaica | Bull Doozer                             |
| 2008          | The Dude's House                              | Él mismo                                |
| 2008          | Frank TV                                      | Waiter / Jack Gerber                    |
| 2008          | 5th Year                                      | Él mismo                                |
| 2009          | Better Off Ted                                | Josh                                    |
| 2009          | Samantha Who?                                 | Tyler                                   |
| 2011          | Traffic Light                                 | Tobey                                   |
| 2011–2017     | Workaholics                                   | Adam DeMamp                             |
| 2012          | Tron: Uprising                                | Galt (voz)                              |
| 2013          | Community                                     | Willy                                   |
| 2013          | Arrested Development                          | Starsky                                 |
| 2013          | Comedy Bang! Bang!                            | Nick                                    |
| 2013          | Super Fun Night                               | Jason                                   |
| 2013–2016     | Modern Family                                 | Andy Bailey                             |
| 2013–presente | Adam DeVine's House Party                     | Él mismo                                |
| 2013–2017     | Uncle Grandpa                                 | Pizza Steve / Henry / Voces adicionales |
| 2014          | Sanjay and Craig                              | Raska Boosh (voz)                       |
| 2014          | American Dad!                                 | Christoff (voz)                         |
| 2014–2017     | Penn Zero: Part-Time Hero                     | Boone Wiseman (voz)                     |
| 2015          | Tito Yayo                                     | Pizza Steve (voz)                       |
| 2015          | Sin City Saints                               | Matty                                   |
| 2015          | Drunk History                                 | Pavel Belyayev                          |
| 2016          | Teenage Mutant Ninja Turtles: Don vs. Raph    | Raphael (voz)                           |
| 2019          | ¿No es romántico?                             | Josh                                    |
| 2019          | Huevos Verdes con Jamon                       | Sam Yo-Soy                              |
| 2019-presente | The Righteous Gemstones                       | Kelvin Gemstone                         |